# 春孔菌属
红贝菌属（学名：Earliella）也称春孔菌属，是多孔菌科下的一个属。仅有春孔菌（Earliella scabrosa）一种。